# ولی سیتی (اوهایو)
ولی سیتی (به انگلیسی: Valley City) یک منطقهٔ مسکونی در ایالات متحده آمریکا است که در شهرستان مدینا، اوهایو واقع شده‌است.